# 王纘緒
王纘緒（1886年10月23日—1960年11月），字紫泥，号治易，别号庢园居士，四川省西充县观音乡大磉磴村人，中华民国大陸时期川军高级将领。

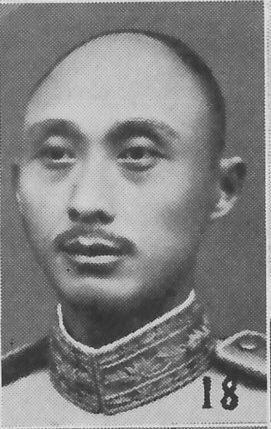

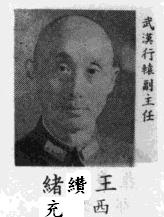

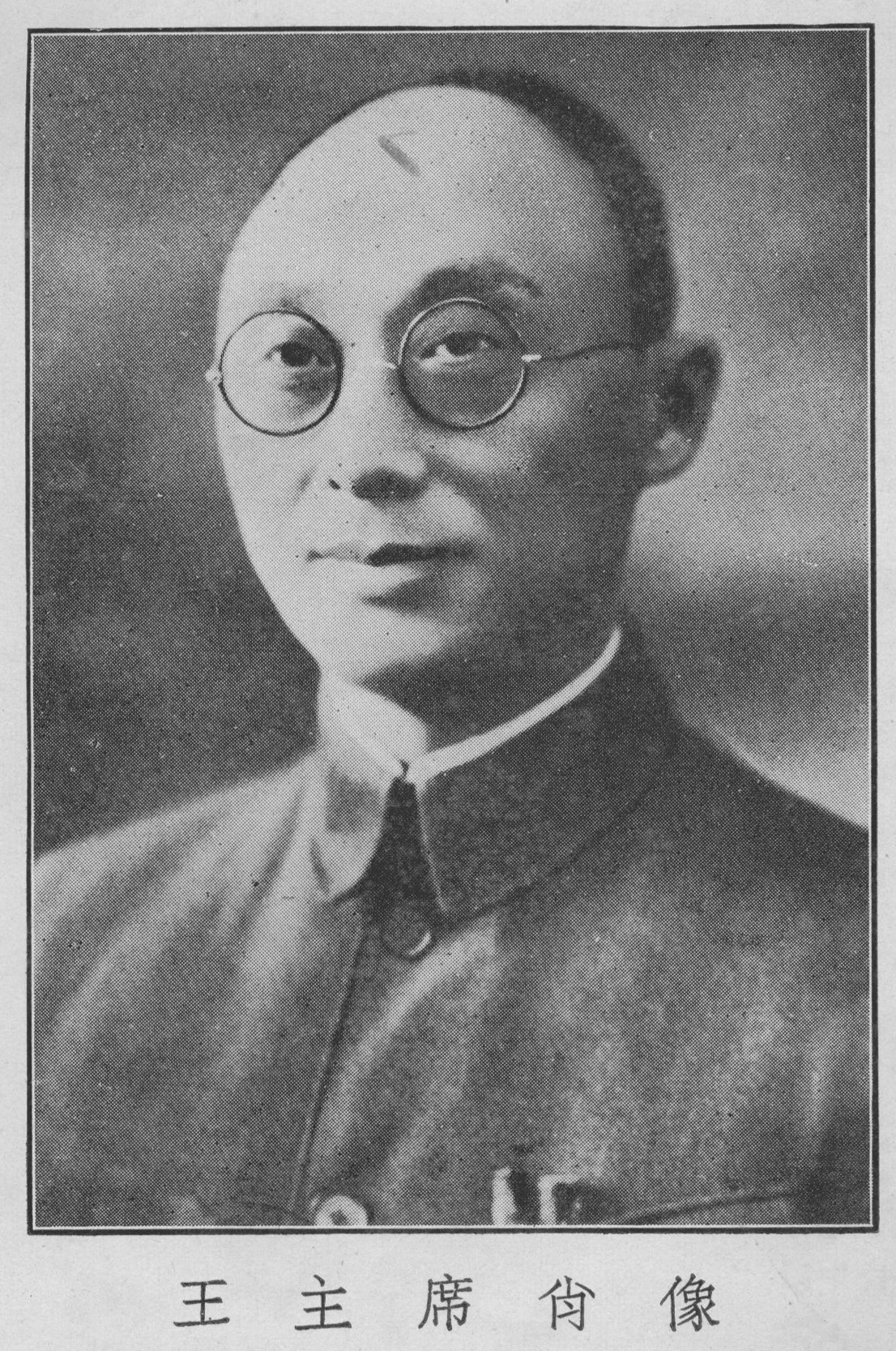

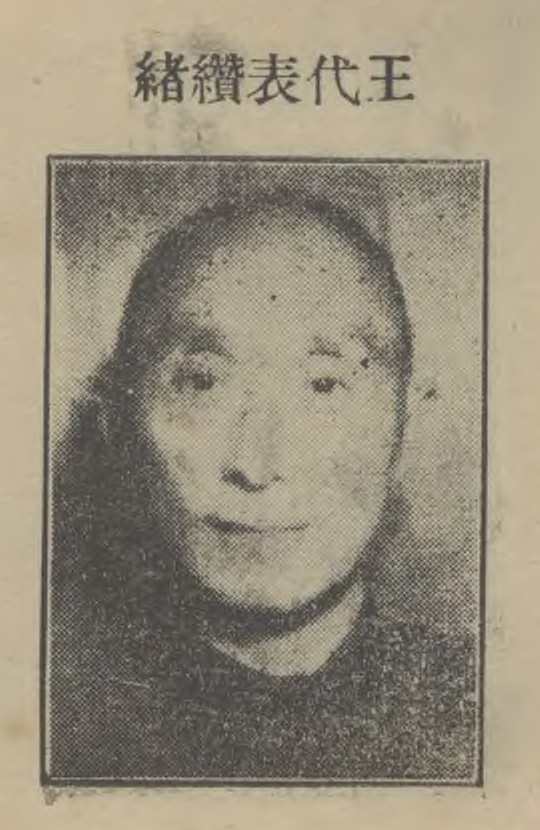

## 生平

### 北京政府時代的活動
王缵绪出生于四川省西充县观音乡大磉磴村。1903年（光緒二十九年）中秀才。1904年考入顺庆府中学堂，和杨森等为同学。1906年入四川弁目学堂，后转入四川陆军速成学堂炮科，和劉湘、楊森、唐式遵、潘文華、鲜英等人同學，日後他們形成了川軍「速成系」。畢業後，他加入新军第十七镇第三十三混成协任见习排长，后升任连长。1911年，他参加保路同志军，任四川陆军第二师二团一营营长。
中華民国成立後，王纘緒繼續在川軍内晉升。1915年（民国4年）12月護国戰争中，他作爲北京政府一方的劉湘屬下參戰。1918年（民国7年）4月，他任刘湘手下的川軍第二師第八團團長。1920年（民国9年）3月，在川滇大战期间，刘湘将所部王缵绪团划归杨森，5月王缵绪升任川军第二师第十八旅長，并兼任川南道尹。在川南道尹任内，他“兴农田、水利、筑路、改良监狱、奖励留学”，并任命卢作孚为川南道尹公署第三科（教育）科长，还创立了通俗教育会，而且改革了川南师范学校，请恽代英来该校任教，并印发了恽代英所编著的《政治学概论》等书。
1922年（民国11年）6月，第2軍軍長楊森（劉湘系）和第1軍軍長但懋辛（熊克武系）之戰（「一、二軍之戰」）開始，第1軍大敗、楊森、王纘緒逃到武漢投吳佩孚。1922年7月21日，四川省议会发出“快邮代电”，声称王纘緒“该道尹即在下川南伪造种种团体、种种印刷物，以为一己辩护，足证该道尹实能奉行野心家、阴谋家之政策，利用伪民治主义以行其割据川南之实者也”，并 “已咨请省公署撤任查办”。卢作孚、恽代英也先后辞职离开。以後通過吳佩孚的援助，楊森、王纘緒的軍勢回復。
1923年（民国12年）7月，北京政府任命劉湘為四川善後督辦，在楊森、王纘緒協助下，劉湘擊败南方政府派的熊克武。翌年3月，王纘緒被北京政府任為陸軍少将，6月授陸軍中将銜。
1924年2月9日杨森部攻入成都，1924年6月杨森委任王纘緒兼任成都市政公所督办。在成都市政公所督办任内，他拓宽了春熙路，修建了少城公园，并将成都城墙及城内的大街辟为汽车站，还建造了公共厕所；他还在成都实施了义务教育，为商店学徒创立了徒弟补习学校；此外还在少城公园建立了公共体育场，举办了四川全省学校第一次运动会。
1925年（民国14年），楊森發動四川統一之戰，王纘緒任第1師師長兼北路總指揮，自遂宁出击合川、重庆。川东各师的将领在重庆组成了反杨联军，以邓锡侯部在合川阻击王缵绪部，以田颂尧部侧击遂宁以牵制王缵绪部。王纘緒不滿楊森大權獨攬。劉湘以第16師師長兼四川鹽運使誘惑王纘緒，试图使王纘緒叛離楊森。同年7月下旬，王纘緒在遂宁向双方各军发出通电，主张停战以协商四川局面。杨森部因此而全线动摇，最后归于失败。此後，王纘緒任第16師師長（同年9月23日任命）兼四川鹽運使。
自被任命为第16師師長后的三年内，直到1928年，他率部先后驻资中、内江、隆昌、荣昌等地，师部设在资中。在资中，他将劝学所改设为教育局，并创办资中县立小学、职业学校，并于1926年报请四川省政府将资州中学升格为四川省立第六中学，聘周能泮任校长。他还在资中创建了通俗图书馆、重龙公园，并兴建了三座公共体育场。1926年，他在资中川主宫成立资内马路局，由何庆延任坐办，该局修建了资中至内江公路，局内还设立了蒙溪河浚导处。

### 国民政府初期的活動
1926年8月21日，王缵绪等十三名将领发出通电，一致赞成讨伐吴佩孚。同年11月27日，国民革命军总司令蒋介石任命刘湘为国民革命军第二十一军军长。王缵绪随刘湘投向国民革命军，改任国民革命军第二十一军第四师师长。1927年，王缵绪改任国民革命军第二十一军第五师师长。1928年，第二十一军奉命裁减，王缵绪改任第二十一军第二师师长，移驻重庆。
1929年1月26日，王缵绪任南京国民政府行政院军政部所属陆海空军抚恤委员会委员（冯玉祥任委员长）。同年5月17日，王缵绪向刘湘提出“辞去军职留学欧美”的请求，受到刘湘慰留，准“给假三月，以资休养”，并向国民政府推荐王缵绪兼任四川盐运使。1930年5月8日，王缵绪被南京国民政府财政部任命为四川盐运使兼四川盐运缉私局局长。在四川鹽運使任内，他利用其地位動員商業界，筹办巴蜀幼稚园（后成为巴蜀学校“湘院”），并在重庆创办了《巴蜀日报》（1929年11月21创刊，1934年春节停刊）。
1932年8月，刘湘同刘文辉的“二刘大战”爆发，到1933年12月结束。王缵绪于1932年出任刘湘部北路总指挥，帮助刘湘统一了四川。1933年2月，王缵绪在重庆创办的私立巴蜀学校（现重庆巴蜀中学）开学。王缵绪通过中华职业教育社聘请周勖成、孙伯才、卫楚材等主持校务，并捐出房地产作为办学经费。
1934年2月，国民政府军事委员会重编全国军队，国民革命军第21军改称国军第21军，王缵绪任国军第二十一军第二师师长，辖第四、五、六3个旅，驻合川。同年10月至翌年5月，王缵绪先后任四川剿匪军第五路副总指挥兼第一纵队司令、第六路总指挥，同中国工农红军作战。1935年10月1日，行政院召开第232次会议，任命王缵绪为国民革命军第四十四军军长（军部驻绵竹）。同年10月8日，王缵绪接守松潘到威州防线，于水口场、夹门关、名山、清江堰一线同中国工农红军对垒。同年11月6日，王缵绪到南京出席了中国国民党第五次全国代表大会。1936年2月25日，王缵绪获国民政府授陆军中将。

### 在抗日战争中

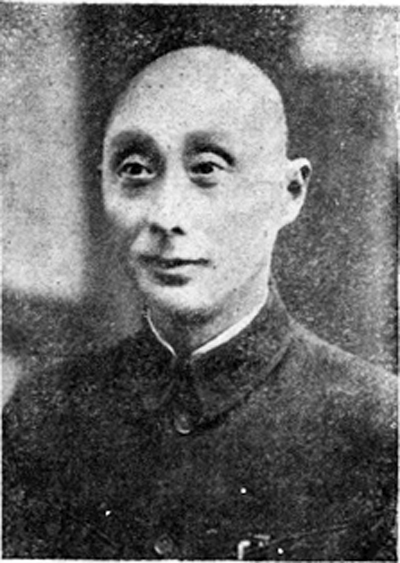

1937年6月28日，王缵绪任川康军事整理委员会委员。同年9月1日，王缵绪率第四十四军（编入第二十三集团军）开赴抗日前线，向宜昌集中，准备增援平汉铁路沿线。1938年1月，第四十四军被从第二十三集团军抽出，同第六十七军合编为第二十九集团军，王缵绪任第二十九集团军总司令。1938年1月20日，刘湘病逝于汉口，张群接任四川省政府主席。1月23日，王缵绪率三十五位留川将领致电国民政府军事委员会委员长蒋介石，拥护中央的人事变动决定；但是，同日，第一六一师师长许绍宗率留川部队6位师长及5位独立旅旅长致电中央，请求“收回成命”，并在成都和重庆组织游行示威，局势趋于紧张。此后，王缵绪等人多次被蒋介石召见。同年4月26日，行政院会议决议王缵绪代理四川省主席。4月27日，王缵绪致电蒋介石，恳请收回代理四川省主席的任命，5月3日被蒋介石婉拒，王缵绪乃于5月8日通电就任。同年8月1日，行政院第374次会议任命王缵绪担任四川省政府主席。
在四川省政府主席任内，王缵绪抓紧征调壮丁工作。1938年底，四川民众因赋役沉重，社会矛盾激化，中江事件等骚乱事件频发，王缵绪逐一处理。1939年1月，王缵绪整顿四川全省吏治。同年9月1日，王缵绪在四川推行新役政，并亲自制定了《县长守则》、《兵役科干部守则》、《常备队干部守则》。9月5日，他兼任四川肃清私存烟土督办公署督办。由于王缵绪推行新政，查办积案，撤换官吏，企图将中央势力渗透入四川，从而遭到四川地方实力派刘文辉、邓锡侯、潘文华等人的强烈反对，8月6日，川军七位师长谢德堪、杨晒轩（以上二人属第45军邓锡侯部）、彭焕章、周成虎、刘树成（以上三人属潘文华指挥）、刘元塘、刘元琮（以上二人属第二十四军刘文辉部）联名通电攻击王缵绪，促其辞职。
1939年9月19日，国民政府发出明令：“四川省政府主席王缵绪，志切抗战，请缨出川，恳辞主席职务，英勇卫国，殊堪嘉尚。王缵绪应准率部驰赴前方，悉力御侮。在出征期间，所有四川省政府主席职务，着由军事委员会委员长蒋中正兼理。”此后，王缵绪离开四川省政府主席职位，继续任第29集团军司令，率部赴抗日前线作战。此后，他于1939年冬率部参加第五战区冬季攻势，1940年5月加任陆军上将衔。1940年5月至6月，他率部参加枣宜会战，驻守大洪山，击伤日军第40师团长天谷直次郎，使日军撤出了大洪山。1940年9月至1941年底，他率部固守大洪山，多次参加对日军第13师团的反扫荡作战，一直保有大洪山第一线阵地。1941年12月，他奉命率部开赴河南内乡接受整训，将大洪山阵地移交给第22集团军孙震部。1942年3月，第29集团军从河南调往第六战区，同年7月，王缵绪升任第六战区副司令长官，驻桃源。此后他参加了滨湖战役、鄂西会战、常德会战等重大战役。
1944年2月，王缵绪在衡山军事会议上自请撤消第二十九集团军总部和第六十七军建制，保留第四十四军。经国民政府军事委员会批准，第四十四军仍由王泽濬任军长，调归第九战区指挥。王缵绪调任第九战区副司令长官。同年，第九战区进行长衡会战。1945年抗日战争胜利后，王缵绪获国民政府授胜利勋章。

### 第二次国共内战及晚年经历
1945年2月10日，王缵绪任重庆卫戍司令部总司令。1946年5月，国民政府还都南京，他于同月当选中国国民党中央執行委員。同年6月重庆卫戍司令部改组为重庆警备司令部，王缵绪改任武汉行轅副主任。1947年5月2日，王缵绪被蒋介石召到南京，行前他对记者称：“……首都卫戍总司令一职，中枢虽有意相委，但本人年事已老，不愿再任军职。此番赴京晋谒主席，除本一贯精神以在野之身翊赞中枢外，别无他项希求。因目前营谋官位者正多，本人实无此需要也。” 从南京返回后，王缵绪在家闲居。
1948年5月16日，王缵绪任国民政府主席重庆行辕副主任。同年5月19日，重庆行辕改为重庆绥靖公署。5月16日，王缵绪出席行宪国民大会后返抵重庆，公开表达对时局的担忧：“……政府与党意志之不齐一，已于此次国大会中，充分表露无遗。而政治改革之无实效，亦可于铲除豪门资本，举办救济特捐等例中概见。故欲挽回国事之颓局，非大刀阔斧革新政治，并力去敷衍塞责之官僚作风，努力做出成绩。尤于铲除豪门资本，安定人民生活一点，非彻底做到，不足以压人心，挽颓局。” 8月4日，行政院第10次会议任命朱绍良为重庆绥靖公署主任，王缵绪、贺国光、杨森为副主任。
1949年3月4日，王缵绪致信毛泽东，感谢中国共产党方面优待其子王泽濬（王泽濬于淮海战役中被俘），并称天道忌盈应适可而止。5月14日至17日，在成都举行了川康渝国大代表、立监委员、省市参议员联系会大会，王缵绪当选川康渝民众自卫委员会副主任委员。同年6月，王缵绪任西南军政长官公署副长官。9月2日，王纘緒等四川「民意代表」百餘人，上書蔣介石，要求其「長期駐節陪都，坐鎮西南，統籌全局」:9002。12月7日，派王纘緒為西南第一路游擊總司令（号称“治总”）。12月8日，蒋介石主持军事会议，召见王缵绪:257。12月14日，王缵绪授意新编第四十四军代理军长周青廷发出起义通电。12月24日，胡宗南所派的成都城防部队撤离成都，王缵绪以“治总”名义接管成都。12月25日，王缵绪致信中国人民解放军方面，表示“为了人民的和平愿望、父老的请求，不忍重苦人民，现在严率所部，勉维治安，静候中国人民解放军的改编调遣”。
中華人民共和国成立後，王纘緒歷任川西文物委员会副主任、川西博物館館長、西南軍政委員会委員、四川省人民政府参事室参事、四川省文史研究馆馆员、成都市人民代表大会代表等职务。1950年12月24日，王缵绪将重庆的私立巴蜀学校无偿捐献给人民政府，邓小平指示“一切不变，只许办好，不许办坏。”，1951年至1952年，王缵绪把祖上家藏上万亿文物遗产，分三次向川西人民博物馆（今四川博物院）和西南博物院（今中国重庆三峡博物馆）全部送交。成都两卡车文物，重庆一卡车文物。经历次运动席卷之后，仍藏于四川博物院字画存有23件（套）、印章100枚（主要为齐白石、曾默躬、姚石倩所刻）、瓷器8件；现藏三峡博物馆历代字画、碑帖395件（套）；其中为国家一级文物46件、二级116件、三级233件；图书360余种，另有拓本及印谱等230种，包括《黔南丛书》、《汉魏丛书》、《惠风丛书》、《邵武徐氏丛书》、《槐庐丛书》、《湖海楼丛书》、《文渊楼丛书》、《知不足斋丛书》、《粤雅堂丛书》、《海山仙馆丛书》等珍贵物品。正如重庆三峡博物馆“景仁怀德”展览前言所称：“王缵绪将军生前收藏文物价值首屈一指，现有300余件套书画，经国家数字特级专家鉴定，全为价值连城最珍贵宝物。其中含有独一无二的文物有：南宋马麟《院画册》、元佚名《仙山楼阁图》等精品为镇馆之宝。”

#### 反右運動潛逃、遭逮
1957年6月，反右运动开始。王缵绪的许多朋友都被打成右派，甚至连曾经动员王缵绪起义的中共党员、时任四川省人民政府参事室主任高兴亚也被打成了右派。此后，王缵绪潜逃，企图赴香港。同年11月15日晚9时，王缵绪在深圳边境被捕，被捕时随身携有30本日记，及51份刊登着反右运动消息的报纸。此后，王缵绪被押于成都文庙后街的四川省公安厅内，但一直未作判决，直到1960年11月在成都的四川省人民医院病逝。